# Samenobst
Samenobst ist ein Sammelbegriff für eine Gruppe von Obstarten, bei denen Samen oder Teile des Samens gegessen werden. Die Samen können dabei von nacktsamigen Nadelbäumen stammen oder auch aus Früchten von bedecktsamigen Pflanzen, deren Fruchtwand (Pericarp) verholzt oder aus anderen Gründen ungenießbar ist.
Von Nacktsamern stammen beispielsweise Pinienkerne oder die Samen verschiedener Araucaria-Arten. Beispiele für Samen, die von Bedecksamern stammen und gegessen werden, sind Paranuss, Mandel, Walnuss, Pistazie oder Haselnuss. Obwohl es sich bei der Verbreitungseinheit dieser Arten jeweils um Früchte handelt, essen wir nur die Samen, während die äußeren Teile, die Fruchtwände, nicht verwendet werden.
Bei Granatapfel, Purpurgrenadilla oder der Litchipflaume werden saftige Gewebe der Samenschale oder des Samenmantels gegessen.